# 名探偵ダウリング神父
『名探偵ダウリング神父』（めいたんていダウリングしんぷ、原題：Father Dowling Mysteries）は、アメリカ合衆国で1989年から91年まで放映されたテレビドラマである。日本ではNHKで放映されたことがある他、ミステリチャンネルで2005年から放映されている。

## 概要
主人公はアメリカの都市シカゴにあるカトリックの教会、セント・ミカエル教会（架空）の神父ダウリング。日常周辺で起こる難事件・怪事件を、同教会のシスター（修道女）であるステファニーとともに解決していく。
ラルフ・マキナニーの小説を原作とするこのテレビドラマの第1シーズンはNBCで放送されたが、残りの2シーズンはCBSで放送された。

## 登場人物
フランシス＂フランク＂・ダウリング神父 (Father Francis "Frank" Dowling)
演:トム・ボズリ (Tom Bosley) /吹き替え：荒井注 → 東野英心
セント・ミカエル (St. Michael's) 教会の司祭。敬虔なカトリック信者にして、無類の推理好き。シャーロック・ホームズシリーズを聖書の次に好きな書物としてあげている。街で起こる事件に次々と首を突っ込み、担当の刑事たちに半ば煙たがられながらも謎を解き明かしていく。ブレイン (Blaine)（NHKでの日本語版放送時には「ブラッド」）という詐欺師の一卵性双生児の兄弟がおり、しばしば彼の悪事がフランクの仕業と間違えられ、迷惑をこうむる。演ずるトム・ボズリは『ジェシカおばさんの事件簿』にも出演している。
シスター・ステファニー・（スティーヴ・）オスカウスキー (Sister Stephanie "Steve" Oskowski)
演:トレイシー・ネルソン (Tracy Nelson) /吹き替え：榎本智恵子
教会の若きシスター。劇中の発言などからポーランド系移民の子孫とも想像される。アルコール使用障害(アルコール依存症)の父を持ち、かつては相当な不良少女であったらしい。修道院に入った後もおてんばな性格・行動はあまり変わらなかったようであるが、信仰心はダウリング神父と同様に厚い。不良少女時代に得た数々の特技（カードのイカサマやドアの鍵破りなど）を生かしてダウリング神父に「そんなことでは立派な修道女にはなれんぞ！！」と叱咤されながらも捜査に協力する。弟あり。
マリー・マーキン (Marie Murkin)
演:　メアリー・ウィックス (Mary Wickes) /吹き替え：今井和子
教会の司祭館の家政婦。聖職者でありながら事件捜査でしばしば教会を空けるダウリング神父とステファニーに対して愚痴をこぼしつつ家事をこなす。演ずるメアリー・ウィックスは「天使にラブソングを」（1と2とも）で主人公デロリスの親友となる、メインのシスター役で出演していた。
フィリップ・プレストウィック神父 (Father Philip Prestwick)
演:　ジェームズ・スティーヴンス (James Stephens) /吹き替え：田村勝彦
出世欲があり、俗世でいう上司に当たる司教にとりいって野望を果たそうとするが、この行動はおっちょこちょいな彼自身を不幸にする方向にばかり役立っている。司祭館を訪問してはつまみ食いをし、マリーやステファニーに嫌味を言われている。
マレーネ・クランシー巡査部長 (Sgt. Marlene Clancy)
演:レジーナ・クルーガー (Regina Krueger) /吹き替え:塩田朋子
シカゴ警察の腕利き刑事。故人である父も警官であった。